# Henrique José da Silva (pintor)

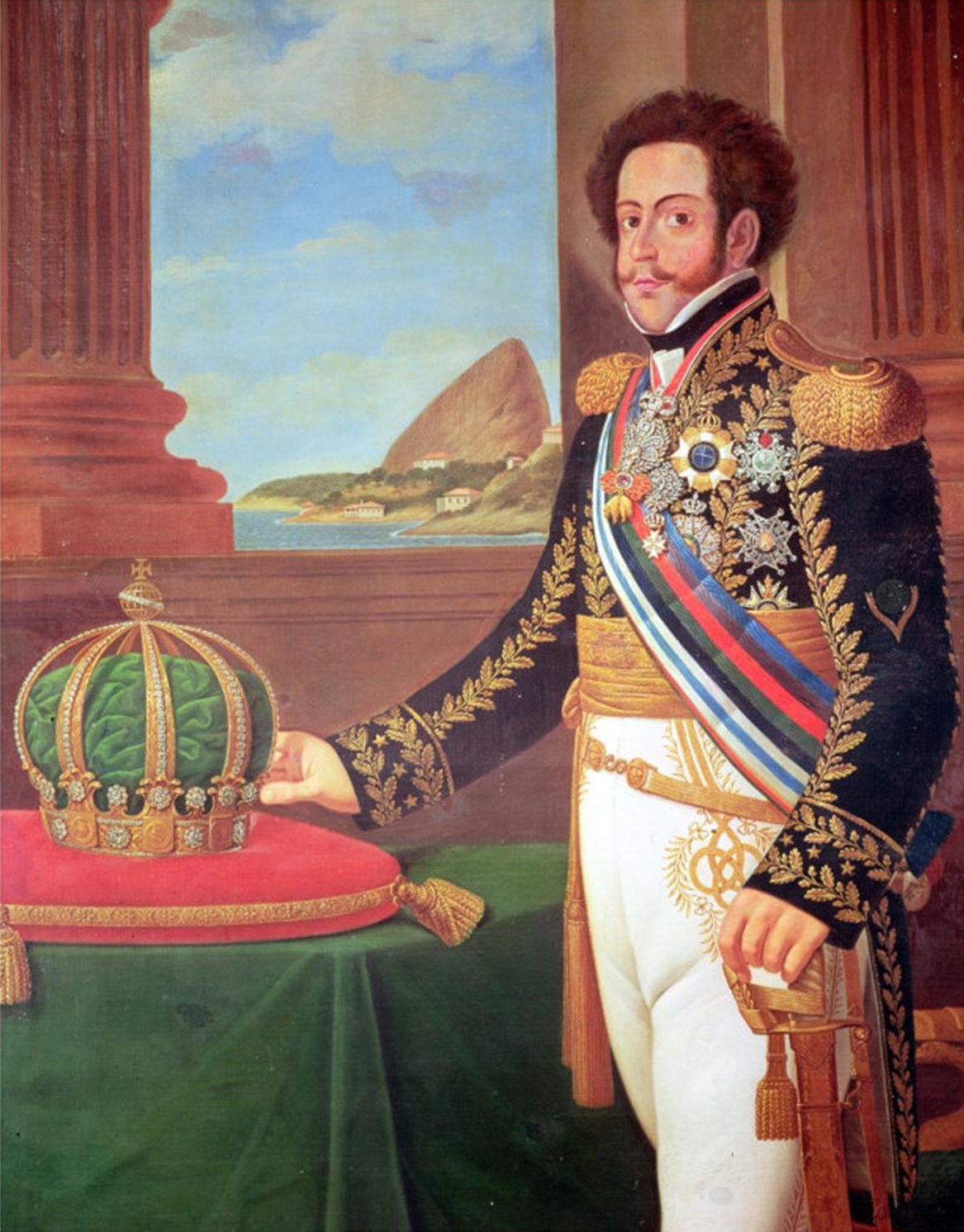
Dom Pedro I por Henrique José da Silva

Henrique José da Silva (Lisboa, 1772 — Rio de Janeiro, 31 de outubro de 1834) foi um pintor português, primeiro diretor da Academia Imperial de Belas Artes do Brasil.

## Biografia
Com relação à contratação de Henrique José da Silva como primeiro diretor da Academia Imperial de Belas Artes do Brasil, segundo  narra a autora Lilia Moritz Schwarcz no livro O Sol do Brasil, página 240, segue-se: "Aqui começam as intrigas portuguesas contra os acadêmicos franceses, inevitável consequência da introdução inconveniente de dois portugueses no corpo acadêmico composto essencialmente de franceses. Estamos evidentemente diante de uma luta pelo poder na Escola, mas é interessante notar como, enquanto os portugueses se consideram os "naturais" professores da futura instituição, já os franceses se sentiam como os donos da Ilustração e da única civilização possível.".
O estabelecimento nem ao menos existia, mas já era objeto de uma disputa das mais acaloradas. E foi neste clima de disputa diante do poder da Escola  que iniciou a administração do pintor português Henrique José da Silva. 